# Димчо Рошманов
Димчо Рошманов е български оперетен и читалищен деятел.

## Биография
Роден е на 29 януари 1934 г. в Ямбол. Димчо Рошманов израства в занаятчийско семейство на баща-обущар и майка-домакиня, като от малък изпитва очарованието към театъра и изкуството въобще. От детските игри край Тунджа, през музикално-сценичните прояви в училище и участията в различни певчески формации, пътят му го отвежда в народно читалище „Съгласие“, където през 1953 г. е суфльор на оперетата „Волният вятър“ (1947) на Исак Дунаевски. По-късно Димчо Рошманов получава правото да бъде помощник-режисьор, инспициент, а впоследствие и асистент-режисьор на всички постановки на Музикалния театър. Междувременно проявява и своя талант като оперетен артист и певец, като най-голямата му роля е на Станчо Квасников в „Службогонци“, с която гастролира в редица музикални и оперетни театри в страната. 

Заедно с Марин Едрев стават основоположници на естрадно-сатиричната самодейност в Ямбол, а с Маргарита Дженкова са между създателите на кукления театър в града.
Десетки години деен участник в хор „Гусла“, Рошманов е един от организаторите на музикалните празници „Златната Диана“. В последните години преди пенсионирането си е и артистичен секретар на Музикален театър „Проф. Драган Кърджиев“.
Участва в много късометражни филми на различна тематика.
В своята дейност като дългогодишен читалищен секретар, творчески организатор, солист в оперетата, хорист и активен участник в различни дейности на читалището Димчо Рошманов оставя дълбока следа в летописа на народно читалище „Съгласие“ и културата в Ямбол.

## Семейство и признание
От брака му със Станка Даракчиева им се ражда един син – Румен Рошманов, днес музикант от поп сцената, живеещ от 1988 г. в Германия.
На 8 август 2006 излиза от печат книгата на Димчо Рошманов „С любов за ямболската оперета и за още нещо“ – труд, проследяващ историята на оперетата в Ямбол.
На 10 март 2009 с указ на Министерството на културата Рошманов е обявен за първия почетен член на народно читалище „Съгласие“, Ямбол.
Починал на 8 ноември 2019 г. в Ямбол.